# NGC 265
NGC 265 là một cụm sao mở trong Đám mây Magellan nhỏ,  nằm trong chòm sao Đỗ Quyên.